# Lettre à Hérodote
 (août 2021).
Si vous disposez d'ouvrages ou d'articles de référence ou si vous connaissez des sites web de qualité traitant du thème abordé ici, merci de compléter l'article en donnant les références utiles à sa vérifiabilité et en les liant à la section « Notes et références ».

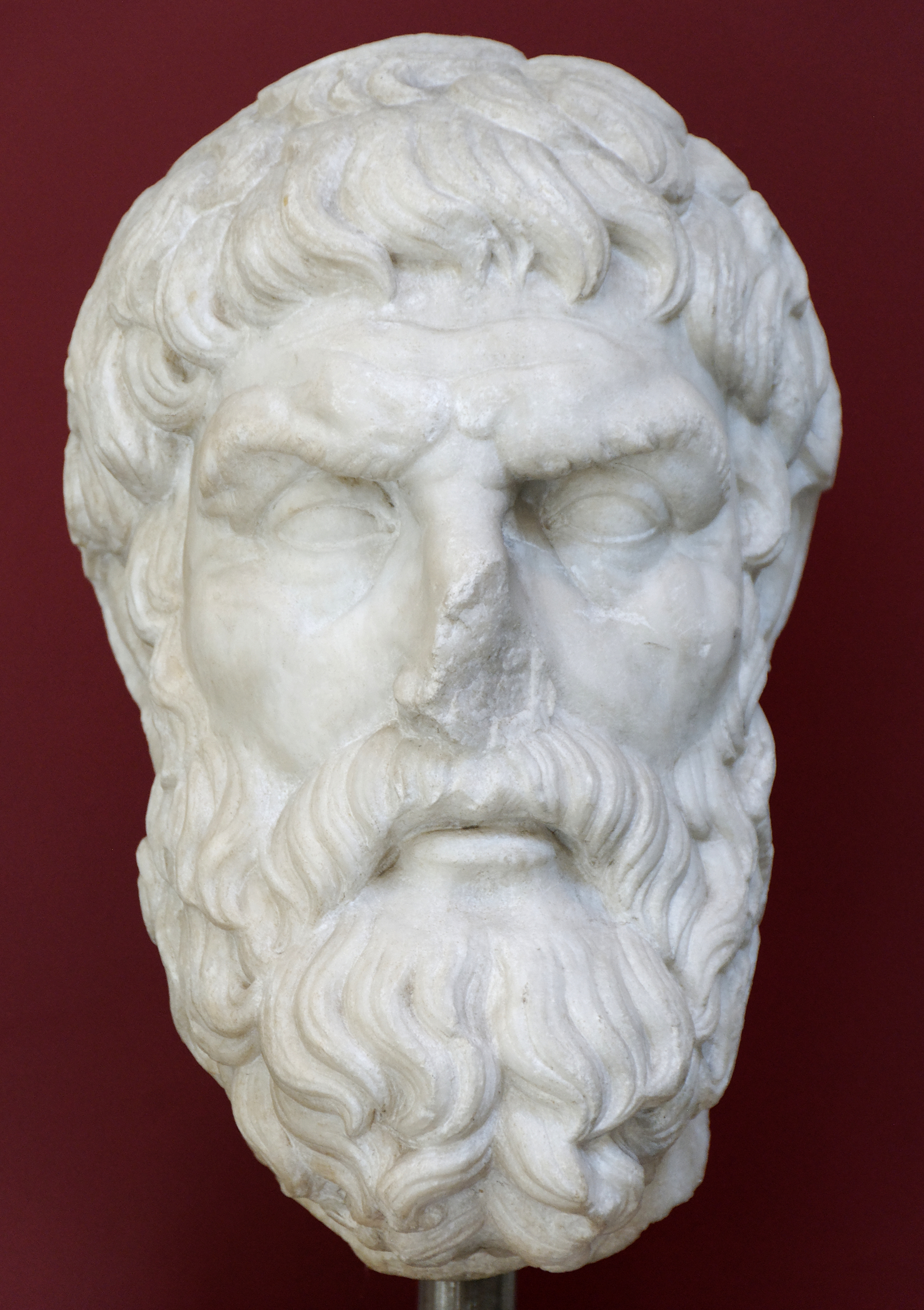
Portrait d'Épicure. Marbre du Pentélique, copie romaine (Ier siècle ap. J.-C.) d'un original grec du

La Lettre à Hérodote est un texte que le philosophe grec Épicure adresse à son disciple Hérodote (homonyme de l'historien) dans lequel il fait un résumé de sa physique, exposant sa conception de l'univers et de la Nature. Il est utile de la connaitre et de la comprendre pour comprendre la Lettre à Ménécée.

## Description
La Lettre à Hérodote est la plus longue lettre qui nous a été transmise. Elle est consacrée à la physique, l'une des trois parties de la philosophie.

## Explication
Épicure s'inspire de la théorie des atomes de Démocrite. Il est donc atomiste mais aussi moniste (tout ce qui existe est matériel, y compris l’âme, les Dieux, l'amour etc). Tout est constitué d'atomes, qui sont la plus petite partie de l'univers, insécable. Ces atomes sont perpétuellement en mouvement. Des mouvements dans tous les sens et parfois, sans raisons, les atomes dévient de leur trajectoire. Cette déviation est appelée clinamen, (mot latin utilisé par Lucrèce, poète romain vulgarisateur d'Epicure ) .
Ces atomes ont parfois des formes ou une vitesse différente, différentes finesses également. Cela explique les différences de matières. Les atomes de la main et ceux du bois ne sont pas les mêmes. Ces atomes sont éternels, immuables donc le nombre d'atomes dans l'univers ne croît ni ne décroît jamais.
La science pour Épicure n'est pas un but mais un moyen pour arriver à sa fin : le bonheur. Il ne cherche pas de preuve absolue dans le domaine des sciences, juste que ce soit vraisemblable et convaincant.
L'univers est infini avec des mondes en nombres infinis qui naissent et périssent. Tout dans l'univers est soumis à la mort excepté les Dieux. Ceux-ci, bienheureux, situés dans un autre univers, ne s'occupent pas des affaires humaines.